# 인계철선

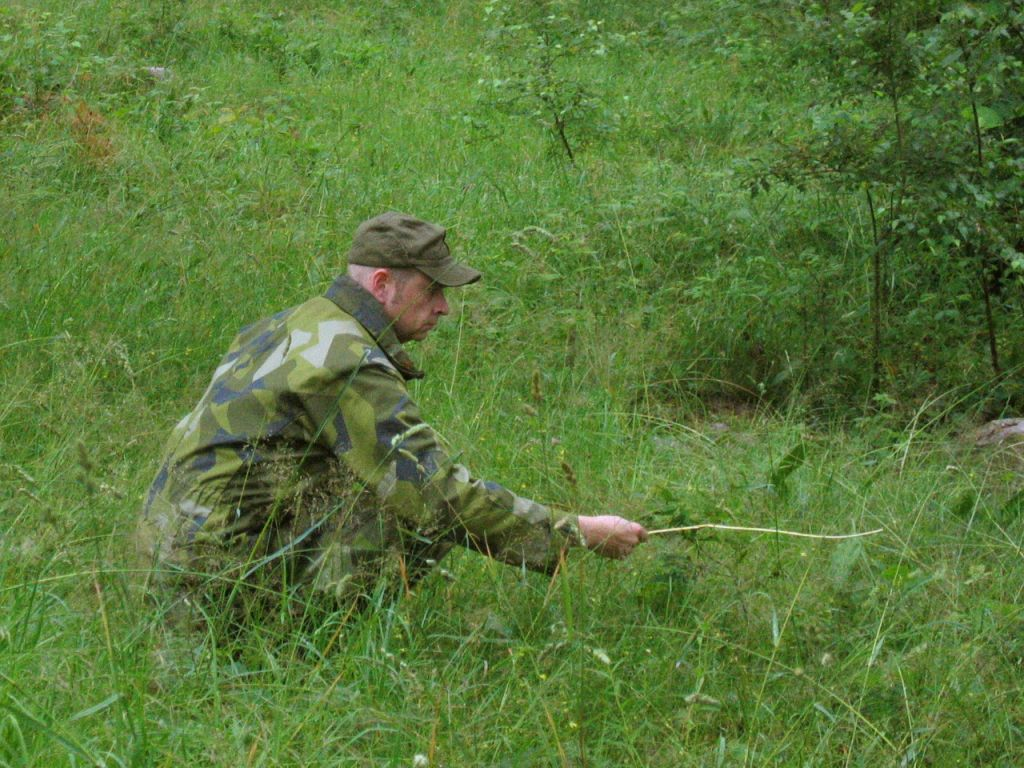
인계철선을 찾고 있는 스웨덴 군인.

인계철선(引繼鐵線, tripwire)은 수동적 기폭 메커니즘이다. 물리적 움직임을 인식하거나 움직임에 반응하는 어떤 장치에 줄 또는 끈이 연결되어 있다.